# Jan Kędzierski

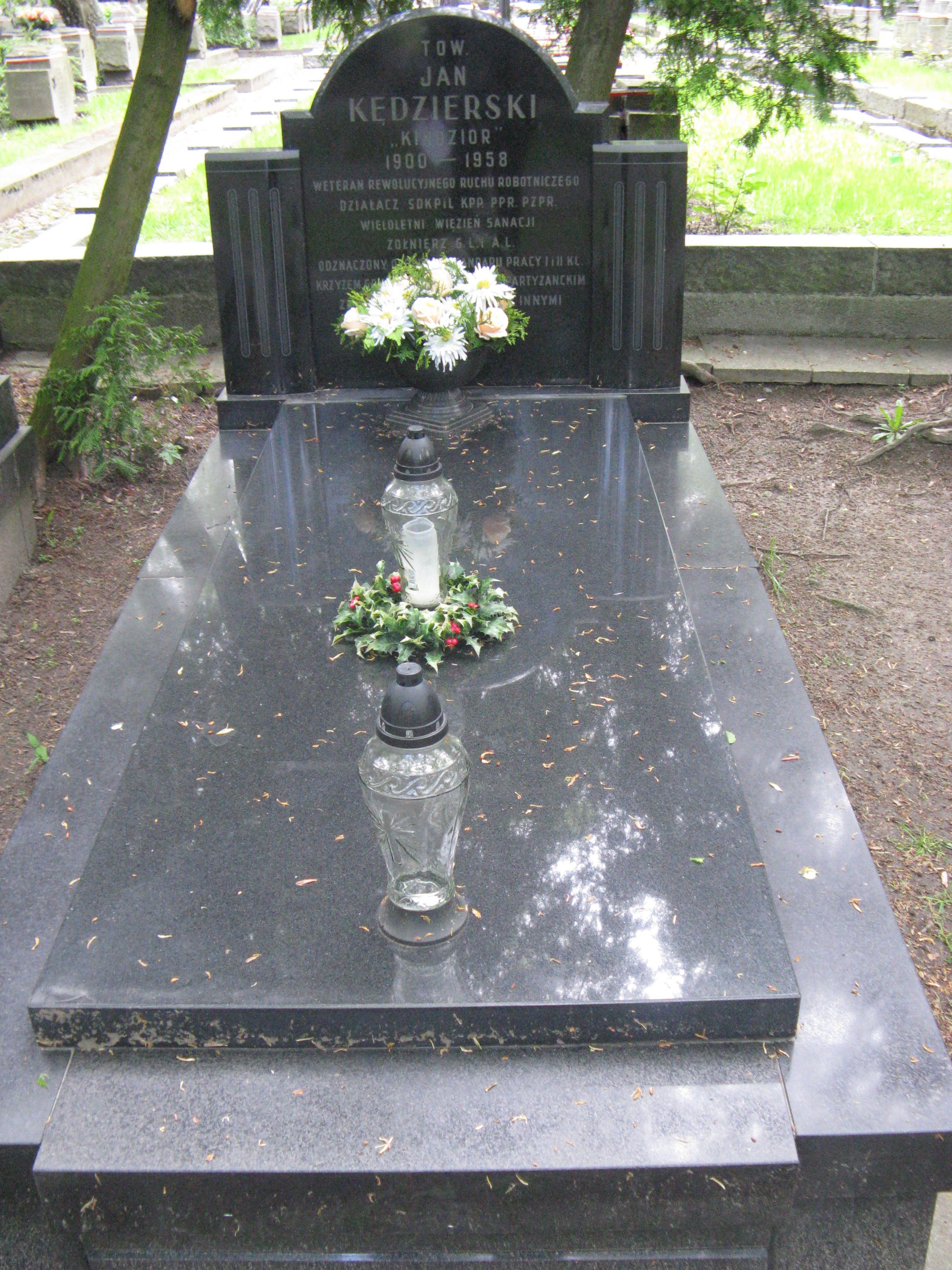
Grób Jana Kędzierskiego na cmentarzu Wojskowym na Powązkach

Jan Kędzierski ps. „Kińdzior” (ur. 10 stycznia 1900 w Warszawie, zm. 16 lutego 1958 tamże) – polski działacz komunistyczny, członek KPP, PPR i PZPR.

## Życiorys
Urodził się w rodzinie warszawskich robotników, od 1917 był działaczem Socjaldemokracji Królestwa Polskiego i Litwy, w grudniu 1918 wstąpił do Komunistycznej Partii Robotniczej Polski. Pracował w charakterze kotlarza w warszawskiej fabryce Lilpop, Rau i Loewenstein, gdzie należał do Związku Zawodowego Metalowców, od 1923 był zakładowym sekretarzem Komunistycznej Partii Rzeczypospolitej Polskiej. Od 1930 był sekretarzem Komitetu Warszawskiego Komunistycznej Partii Polski, dwa lata później został sekretarzem Komitetu Okręgowego Komunistycznej Partii Polski Warszawa-Lewa Podmiejska. Za działalność komunistyczną był w okresie dwudziestolecia dwukrotnie aresztowany i więziony.
Od 1943 zaangażował się w działalność Polskiej Partii Robotniczej, działał politycznie w szeregach Gwardii Ludowej i Armii Ludowej. Po 1945 zaangażował się w tworzenie organizacji partyjnych i rad zakładowych na terenie Pruszkowa, wszedł w szeregi warszawskiego Prezydium Wojewódzkiej Rady Narodowej i Egzekutywy Warszawskiego Komitetu Wojewódzkiego Polskiej Partii Robotniczej.
Od 1945 był posłem do Krajowej Rady Narodowej. Powierzono mu stanowisko przewodniczącego Warszawskiej Wojewódzkiej Komisji Kontroli Partyjnej, a od 1948 należał do Centralnej Komisji Kontroli Partyjnej Polskiej Zjednoczonej Partii Robotniczej.
Odznaczony Orderem Sztandaru Pracy I i II klasy.
Jest pochowany w Alei Zasłużonych cmentarza Wojskowego na Powązkach (kwatera A24-tuje-8).

## Upamiętnienie
Nazwę Jana Kędzierskiego od 1980 nosiła ulica w warszawskiej dzielnicy Bemowo. W 2017 nowym patronem tej arterii został Apoloniusz Kędzierski.